# Diccionario de autor

Ambrose Bierce, por J. H. E. Partington.

Un diccionario de autor (o antidiccionario) es un diccionario que pertenece a la lexicografía acientífica. Frente a los diccionarios comunes, que tienden a poner todo su énfasis en una base científica, proporcionando de la forma más objetiva posible las definiciones de los conceptos de las disciplinas de las que se ocupan y evitando que la opinión de los autores influya en las definiciones, redactándolos de manera más aséptica, en los antidiccionarios lo que realmente importa es la subjetividad y el pundo de vista creativo y lúdico del autor. La mayoría de ellos están enfocados desde el humor y/o la crítica.